# Liste der Baudenkmäler in Marktrodach
Auf dieser Seite sind die Baudenkmäler in dem oberfränkischen Markt Marktrodach zusammengestellt. Diese Tabelle ist eine Teilliste der Liste der Baudenkmäler in Bayern. Grundlage ist die Bayerische Denkmalliste, die auf Basis des Bayerischen Denkmalschutzgesetzes vom 1. Oktober 1973 erstmals erstellt wurde und seither durch das Bayerische Landesamt für Denkmalpflege geführt wird. Die folgenden Angaben ersetzen nicht die rechtsverbindliche Auskunft der Denkmalschutzbehörde.

Diese Liste gibt den Fortschreibungsstand vom 24. Oktober 2024 wieder und enthält 113 Baudenkmäler, darunter ein bereits abgegangenes Objekt.

## Baudenkmäler nach Gemeindeteilen

### Unterrodach
| Lage                                                                | Objekt                                          | Beschreibung | Akten-Nr.                         | Bild                    |
| ------------------------------------------------------------------- | ----------------------------------------------- | --- | --------------------------------- | ----------------------- |
| Am Mühlbach 8 (Standort)                                            | Schrammesmühle                                  | Zweigeschossiger Sandsteinquaderbau mit Eckpilastern, verputzt, Mansardhalbwalmdach, bezeichnet „1811“                                                                                           | D-4-76-183-1 Wikidata             | BW                      |
| Breitenweg 1 (Standort)                                             | Wohnhaus                                        | Zweigeschossiger Walmdachbau mit Sandsteingliederung, 1832 | D-4-76-183-41 Wikidata            | weitere Bilder          |
| Ernst-Dreefs-Straße 1 (Standort)                                    | Fabrikantenvilla                                | Zweigeschossiger Mansardwalmdachbau, bezeichnet „1909“, von Architekt Stölzel, Kronach Einfriedung, Steinpfosten und Metallgitterzaun                                                            | D-4-76-183-2 Wikidata             | Fabrikantenvilla        |
| Flößerweg 2 (Standort)                                              | Wohnstallhaus                                   | Satteldachbau mit verschiefertem Obergeschoss, nach Nordosten erweitert, bezeichnet „1791“ | D-4-76-183-3 Wikidata             | weitere Bilder          |
| Flößerweg 4 (Standort)                                              | Wohnstallhaus                                   | Walmdachbau mit verschiefertem Obergeschoss, im Kern 18. Jahrhundert, Erdgeschossumbau 1833 | D-4-76-183-4 Wikidata             | Wohnstallhaus           |
| Bei Flößerweg 16 (Standort)                                         | Wirtschaftsgebäude                              | Satteldachbau mit Fachwerk, 1908, Sandsteinsockel 17. Jahrhundert | D-4-76-183-6 Wikidata             | Wirtschaftsgebäude      |
| Flößerweg 21 (Standort)                                             | Wohnhaus                                        | Zweigeschossiger Walmdachbau mit Sandsteingliederungen, bezeichnet „1815“ | D-4-76-183-7 Wikidata             | BW                      |
| Friedhofstraße 7 (Standort)                                         | Friedhof                                        | Gruftanlagen mit Epitaphien vorwiegend von Floßherren, um 1800 bis 1900, Einfriedung, Sandstein, um 1800, mit Grabplatten                                                                        | D-4-76-183-125 Wikidata           | BW                      |
| Grabenweg 1 (Standort)                                              | Wohnhaus                                        | Zweigeschossiger Walmdachbau mit Sandsteingliederungen, verputzt, bezeichnet „1838“ | D-4-76-183-16 Wikidata            | Wohnhaus                |
| Grabenweg 6 (Standort)                                              | Ehemaliges Wohnstallhaus                        | Walmdachbau mit verschiefertem Obergeschoss, bezeichnet „1794“ | D-4-76-183-17 Wikidata            | weitere Bilder          |
| Hauptstraße 15/17 (Standort)                                        | Doppelwohnhaus                                  | Zweigeschossiger, traufständiger Satteldachbau mit Sandsteingliederung, bezeichnet „1819“ | D-4-76-183-26 Wikidata            | weitere Bilder          |
| Hauptstraße 18 (Standort)                                           | Wohnhaus                                        | Zweigeschossiger Walmdachbau mit Sandsteingliederung, verputzt, zweites Viertel 19. Jahrhundert                                                                                                  | D-4-76-183-25 Wikidata            | Wohnhaus                |
| Hauptstraße 24 (Standort)                                           | Ehemaliges Wohnstallhaus                        | Traufständiger Satteldachbau, Obergeschoss und Giebel verschiefert, 18. Jahrhundert, im Kern älter                                                                                               | D-4-76-183-22 Wikidata            | weitere Bilder          |
| Hauptstraße 25 (Standort)                                           | Wohnhaus                                        | Walmdachbau, Erdgeschoss mit geohrten Tür- und Fensterrahmungen aus Sandstein, verschiefertes Obergeschoss, bezeichnet „1779“                                                                    | D-4-76-183-24 Wikidata            | weitere Bilder          |
| Hauptstraße 25 (Standort)                                           | Gartenpavillon                                  | Bezeichnet „1830“, mit Stützanlagen und Umfriedung | D-4-76-183-24 zugehörig Wikidata  | BW                      |
| Hauptstraße 27 (Standort)                                           | Gasthaus                                        | Zweigeschossiger Mansardhalbwalmdachbau, Sandsteingliederung, mit zweigeschossigem Nebengebäude, Walmdach, 1821–1830                                                                             | D-4-76-183-23 Wikidata            | BW                      |
| Hauptstraße 29 (Standort)                                           | Wohnhaus                                        | Zweigeschossiger Walmdachbau mit Sandsteingliederung, verputzt, bezeichnet „1825“, Aufstockung 19./20. Jahrhundert                                                                               | D-4-76-183-21 Wikidata            | weitere Bilder          |
| Hauptstraße 30 (Standort)                                           | Walmdachbau                                     | Dreigeschossig, mit Sandsteingliederungen, bezeichnet „1779“ | D-4-76-183-20 Wikidata            | BW                      |
| Hauptstraße 38 (Standort)                                           | Wohnhaus                                        | Zweigeschossiger Traufseitbau mit Sandsteingliederungen, verputzt, 1829, Erdgeschoss durch Ladeneinbau verändert                                                                                 | D-4-76-183-19 Wikidata            | weitere Bilder          |
| Hauptstraße 40 (Standort)                                           | Wohnhaus                                        | Zweigeschossiger Traufseitbau mit Nebengebäude, 1823, Erdgeschoss verändert | D-4-76-183-18 Wikidata            | weitere Bilder          |
| Hauptstraße 41 (Standort)                                           | Wohn- und Geschäftshaus                         | Zweigeschossiger Walmdachbau mit Mezzaningeschoss, Sandsteingliederungen, 1832 | D-4-76-183-8 Wikidata             | weitere Bilder          |
| Hauptstraße 43 (Standort)                                           | Wohnhaus                                        | Walmdachbau mit verschiefertem Obergeschoss, spätes 18. Jahrhundert | D-4-76-183-9 Wikidata             | weitere Bilder          |
| Hauptstraße 46 (Standort)                                           | Wohnhaus                                        | Zweigeschossiger Sandsteinquaderbau mit Walmdach, zweites Viertel 19. Jahrhundert | D-4-76-183-12 Wikidata            | weitere Bilder          |
| Hauptstraße 47 (Standort)                                           | Wohnhaus                                        | Zweigeschossiger Walmdachbau mit Sandsteingliederungen, gefugte Rundbögen im Erdgeschoss, 1819                                                                                                   | D-4-76-183-10 Wikidata            | weitere Bilder          |
| Hauptstraße 49 (Standort)                                           | Wohnhaus, sogenanntes Floßherrenhaus            | Zweigeschossiger Walmdachbau mit Frontrisalit und Sandsteingliederungen, zweites Viertel 19. Jahrhundert                                                                                         | D-4-76-183-11 Wikidata            | weitere Bilder          |
| Hauptstraße 50 (Standort)                                           | Wohnhaus                                        | Sandsteinquaderbau mit Walmdach, Rundbögen im Erdgeschoss, Traufgesims, Mitte 19. Jahrhundert | D-4-76-183-13 Wikidata            | weitere Bilder          |
| Hauptstraße 57 (Standort)                                           | Ehemalige Post                                  | Zweigeschossiger Halbwalmdachbau mit Sandsteingliederungen, 1818 | D-4-76-183-14 Wikidata            | Ehemalige Post          |
| Hauptstraße 67 (Standort)                                           | Wohnhaus mit Gaststätte                         | Zweigeschossiger Walmdachbau mit Sandsteingliederungen, 1835 | D-4-76-183-15 Wikidata            | Wohnhaus mit Gaststätte |
| Hauptstraße, an der Südseite der Steinbrücke eingemauert (Standort) | Wappenstein                                     | Von Redwitz, bezeichnet „1777“ | D-4-76-183-121 Wikidata           | Wappenstein             |
| Hauptstraße; Am Schwimmbad (Standort)                               | Bogenbrücke                                     | Einjochige Flachbogenbrücke aus Sandsteinquadern, um 1900 | D-4-76-183-126 Wikidata           | Bogenbrücke             |
| Hauptstraße, über den Mühlbach (Standort)                           | Bogenbrücke                                     | Einjochige Flachbogenbrücke aus Sandsteinquadern, um 1900 | D-4-76-183-126 zugehörig Wikidata | Bogenbrücke             |
| Jahnstraße 1 (Standort)                                             | Wohnhaus                                        | Zweigeschossiger, verputzter Satteldachbau mit Sandsteineckpilastern und einseitigem Halbwalm, 1840                                                                                              | D-4-76-183-28 Wikidata            | BW                      |
| Kirchplatz 1 (Standort)                                             | Evangelisch-lutherische Pfarrkirche St. Michael | Zweigeschossiger Saalbau mit Sandstein-Pilastergliederung, dreiseitig geschlossen, verputzt, Ostgiebel als zweigeschossiger Volutengiebel, Satteldach mit Dachreiter, 1804–1806; mit Ausstattung | D-4-76-183-29 Wikidata            | weitere Bilder          |
| Kirchplatz 2 (Standort)                                             | Wohnstallhaus                                   | Zweigeschossiger Walmdachbau mit Sandsteingliederung, verputzt, bezeichnet 1816 | D-4-76-183-30 Wikidata            | weitere Bilder          |
| Kirchplatz 2 (Standort)                                             | Zwei Kellergebäude                              | Erdgeschossige Massivbauten, 1751 und 1835 | D-4-76-183-30 zugehörig Wikidata  | BW                      |
| Kirchplatz 3 (Standort)                                             | Rathaus, ehemaliges Schulhaus                   | Zweigeschossiger Halbwalmdachbau mit Fensterbankgesimsen, verputzt, erste Hälfte 19. Jahrhundert                                                                                                 | D-4-76-183-31 Wikidata            | weitere Bilder          |
| Kirchplatz 4 (Standort)                                             | Wohnhaus                                        | Zweieinhalbgeschossiger Satteldachbau, verputzt, Ende 19. Jahrhundert; mit Ausstattung | D-4-76-183-32 Wikidata            | weitere Bilder          |
| Kirchplatz 6 (Standort)                                             | Wohnhaus                                        | Zweieinhalbgeschossiger Satteldachbau mit Sandsteingliederungen, 1864 | D-4-76-183-33 Wikidata            | Wohnhaus                |
| Kirchplatz 6 (Standort)                                             | Nebengebäude                                    | Hölzerner Satteldachbau | D-4-76-183-33 zugehörig Wikidata  | BW                      |
| Kirchplatz 6 (Standort)                                             | Nebengebäude                                    | Hölzerner Satteldachbau | D-4-76-183-33 zugehörig Wikidata  | BW                      |
| Kirchplatz 6 (Standort)                                             | Nebengebäude                                    | Hölzerner Satteldachbau | D-4-76-183-33 zugehörig Wikidata  | BW                      |
| Kirchplatz 7 (Standort)                                             | Ehemaliges Bäckerhaus                           | Walmdachbau, Obergeschoss Fachwerk, 1786 | D-4-76-183-34 Wikidata            | BW                      |
| Kirchplatz 8 (Standort)                                             | Flößermuseum, ehemaliges Wohnstallhaus          | Erdgeschossiger Satteldachbau mit verschiefertem Giebel, 18. Jahrhundert | D-4-76-183-35 Wikidata            | weitere Bilder          |
| Kirchplatz 10 (Standort)                                            | Gasthof Seidel                                  | Zweigeschossiger Walmdachbau mit Eckpilastern, verputzt, bezeichnet „1831“ | D-4-76-183-36 Wikidata            | weitere Bilder          |
| Kirchplatz 15 (Standort)                                            | Doppelhaus                                      | Zweigeschossiger Walmdachbau, südliche Hälfte mit verschiefertem Obergeschoss, im Kern 1748, Erneuerungen 1857                                                                                   | D-4-76-183-37 Wikidata            | weitere Bilder          |
| Rodachweg 7 (Standort)                                              | Wohnhaus                                        | Erdgeschossiger Satteldachbau mit Sandsteingliederung und verschiefertem Giebel, 1818 | D-4-76-183-40 Wikidata            | BW                      |
| Sachsenhausen 6 (Standort)                                          | Wohnstallhaus                                   | Zweigeschossiger Halbwalmdachbau mit Sandsteingliederung, verputzt, 1826 | D-4-76-183-43 Wikidata            | Wohnstallhaus           |
| Sachsenhausen 12 (Standort)                                         | Wohnhaus                                        | Flößerhaus, erdgeschossiger Satteldachbau mit verschiefertem Giebel, bezeichnet „1856“ | D-4-76-183-44 Wikidata            | weitere Bilder          |
| Sachsenhausen 15 (Standort)                                         | Wohnhaus                                        | Schopfwalmdachbau mit verschiefertem Obergeschoss, 1795, Erdgeschoss verändert Kellerhaus, bezeichnet „1799“                                                                                     | D-4-76-183-45 Wikidata            | weitere Bilder          |
| Sachsenhausen 17 (Standort)                                         | Wohnhaus                                        | Walmdachbau mit verschiefertem Obergeschoss, 1808 | D-4-76-183-46 Wikidata            | weitere Bilder          |
| Sachsenhausen 18 (Standort)                                         | Ehemaliges Wohnstallhaus                        | 18. Jahrhundert, mit geringen Veränderungen des 19./20. Jahrhunderts | D-4-76-183-47 Wikidata            | BW                      |

### Großvichtach
| Lage                       | Objekt                         | Beschreibung                                                                              | Akten-Nr.              | Bild           |
| -------------------------- | ------------------------------ | ----------------------------------------------------------------------------------------- | ---------------------- | -------------- |
| Großvichtach 11 (Standort) | Wohnhaus, ehemaliges Forsthaus | Erdgeschossiger Halbwalmdachbau mit Sandsteingliederung und Zwerchgiebel, neubarock, 1905 | D-4-76-183-53 Wikidata | weitere Bilder |
| Großvichtach 19 (Standort) | Wohnstallhaus                  | Zweigeschossiger Halbwalmdachbau mit Sandsteingliederungen, verputzt, 1823                | D-4-76-183-51 Wikidata | weitere Bilder |
| Großvichtach 22 (Standort) | Ehemaliges Großbauernhaus      | Zweigeschossiger Sandsteinquaderbau mit Walmdach, bezeichnet „1830“                       | D-4-76-183-52 Wikidata | weitere Bilder |

### Kreuzberg
| Lage                                                                                               | Objekt                                          | Beschreibung | Akten-Nr.              | Bild             |
| -------------------------------------------------------------------------------------------------- | ----------------------------------------------- | --- | ---------------------- | ---------------- |
| Kreuzbergklause 2 (Standort)                                                                       | Katholische Wallfahrtskirche Zum Heiligen Kreuz | Saalbau mit Sandsteinlisenen und -rahmungen, Satteldach mit Dachreiter, um 1638, Erweiterung zur Kreuzform 1659–1661; mit Ausstattung | D-4-76-183-38 Wikidata | weitere Bilder   |
| Kreuzbergklause, vor der Heilig-Kreuz-Kapelle (Standort)                                           | Sandsteinobelisk                                | 18. Jahrhundert Der etwa vier Meter hohe Obelisk wurde möglicherweise als Nachfolger eines 1634 auf dem Kreuzberg aufgestellten Holzkreuzes, das zu einem unbestimmten Zeitpunkt abgegangen ist, errichtet. Er besteht aus einem quadratischen Sockel, an dessen vier Seiten sich Felder mit Viertelkreisecken befinden. Auf den Sockel folgt ein Sims, auf dem wiederum ein Würfel aufliegt. Darauf steht die konisch zulaufende Spitze des Obelisken mit ihrem pyramidenförmigen Abschluss. Die Seiten der Spitze und des Würfels sind ebenfalls gefeldert, die Westseite des Würfels zeigt ein von Akanthus gerahmtes Relief der Flucht nach Ägypten.:50                                                | D-4-76-183-39 Wikidata | Sandsteinobelisk |
| Zwischen der 13. und 14. Station des von Kronach auf den Kreuzberg führenden Kreuzweges (Standort) | Kreuzschlepper                                  | Sandstein, 1718 Die Sandsteinfigur ruht auf einem schlichten Sockel, der mit einem einfachen Sims abschließt. In einem tieferliegenden Feld an der Stirnseite findet sich die folgende verwitterte Inschrift: „Siehe O Sünder, Jesus Dein Heijland Trägt dass schwere Creutz für dich Darumb Sey … Segen Ihm danckbar … Deine … die Schmertzen und lasse Ihn durch solche Peinn daß Er dir … und Durch Seine grose Barmhertzigkeit dir gebe die Ewige Seeligkeit“. Die Inschrift endet mit den Initialen „C K“ und darunter der Jahreszahl 1718. Die Figur des unter dem Kreuz gestürzten Christus blickt zum Himmel empor. Die rechte Hand liegt an der Brust an, die linke umfasst den Kreuzstamm.:49–50 | D-4-76-183-48 Wikidata | Kreuzschlepper   |
| Am von Kronach auf den Kreuzberg führenden Kreuzweg (Standort)                                     | Kreuzweg, Stationen 13 und 14                   | Sandstein, Relief mit Voluten und Bogengiebel auf hohem Altarsockel, 1871 von Johann Georg Grebner | D-4-76-183-49 Wikidata | weitere Bilder   |

### Oberrodach
| Lage                                | Objekt               | Beschreibung                                                                            | Akten-Nr.              | Bild           |
| ----------------------------------- | -------------------- | --------------------------------------------------------------------------------------- | ---------------------- | -------------- |
| Kulmbacher Straße 5 (Standort)      | Ehemaliges Schulhaus | Zweigeschossiger, traufständiger Sandsteinquaderbau, Satteldach mit Dachreiter, um 1886 | D-4-76-183-56 Wikidata | weitere Bilder |
| Kulmbacher Straße 10 (Standort)     | Gasthaus             | Zweigeschossiger Satteldachbau mit Sandsteingliederung, 1798                            | D-4-76-183-55 Wikidata | Gasthaus       |
| Von-Waldenfels-Straße 1 (Standort)  | Wohnstallhaus        | Satteldachbau mit verschiefertem Obergeschoss, wohl 18. Jahrhundert                     | D-4-76-183-57 Wikidata | Wohnstallhaus  |
| Von-Waldenfels-Straße 15 (Standort) | Wohnhaus             | Zweigeschossiger Walmdachbau mit Ecklisenen, verputzt, bezeichnet „1827“                | D-4-76-183-59 Wikidata | BW             |
| Von-Waldenfels-Straße 22 (Standort) | Doppelhaus           | Ehemals eingeschossiger Satteldachbau, bezeichnet „1827“, stark verändert               | D-4-76-183-60 Wikidata | BW             |

### Oberrodacher Mühle
| Lage                      | Objekt             | Beschreibung                                                                                         | Akten-Nr.              | Bild               |
| ------------------------- | ------------------ | --- | ---------------------- | ------------------ |
| Mühlenstraße 6 (Standort) | Oberrodacher Mühle | Zweigeschossiger Sandsteinquaderbau mit Segmentbogenfenstern und schiefergedecktem Walmdach, um 1860 | D-4-76-183-62 Wikidata | Oberrodacher Mühle |

### Seibelsdorf
| Lage                                 | Objekt                                                         | Beschreibung | Akten-Nr.                        | Bild           |
| ------------------------------------ | -------------------------------------------------------------- | --- | -------------------------------- | -------------- |
| An der Markgrafenkirche 4 (Standort) | Evangelisches Pfarrhaus                                        | Fachwerkbau mit hohem Satteldach, um 1650 mit Erneuerungen des 18. Jahrhunderts | D-4-76-183-76 Wikidata           | weitere Bilder |
| An der Markgrafenkirche 6 (Standort) | Kantorat und ehemaliges Schulhaus                              | Zweigeschossiger, gegliederter Sandsteinquaderbau mit Walmdach, 1744 | D-4-76-183-75 Wikidata           | weitere Bilder |
| An der Markgrafenkirche 8 (Standort) | Evangelisch-lutherische Pfarrkirche St. Andreas                | Sandsteinquaderbau mit Pilastergliederung, Saalbau mit Walmdach, Chorturm mit welscher Haube, Sakristeianbau, barock, 1735–1760 von Johann Georg Hoffmann; mit Ausstattung Kirchhofbefestigung mit Resten des Wehrgangs, im Kern wohl 15. Jahrhundert | D-4-76-183-63 Wikidata           | weitere Bilder |
| Fischbacher Straße 1 (Standort)      | Wohnhaus                                                       | Zweigeschossiger Walmdachbau mit Sandsteingliederung, verputzt, 1818 | D-4-76-183-72 Wikidata           | weitere Bilder |
| Fischbacher Straße 2 (Standort)      | Schlossgut                                                     | Herrenhaus, zweigeschossiger Sandsteinquaderbau mit Risalitgiebel und Mansardwalmdach, verputzt, klassizistisch, 1829 | D-4-76-183-79 Wikidata           | weitere Bilder |
| Fischbacher Straße 2 (Standort)      | Schlossgut, Ökonomiegebäude                                    | Mit Sandsteingliederungen | D-4-76-183-79 zugehörig Wikidata | weitere Bilder |
| Fischbacher Straße 4 (Standort)      | Ehemaliges Gasthaus Wildensteiner                              | Wohnstallbau mit Satteldach, verputztes Fachwerkobergeschoss, 1793 | D-4-76-183-78 Wikidata           | weitere Bilder |
| Fischbacher Straße 8 (Standort)      | Bauernhaus                                                     | Zweigeschossiger Satteldachbau mit Fachwerkobergeschoss, Giebel verschiefert, 19. Jahrhundert | D-4-76-183-77 Wikidata           | weitere Bilder |
| Fischbacher Straße 11 (Standort)     | Wohnhaus                                                       | Zweigeschossiger Satteldachbau, im Kern Fachwerkbau des 18. Jahrhunderts, Erneuerung erste Hälfte 19. Jahrhundert | D-4-76-183-73 Wikidata           | Wohnhaus       |
| Mohrengasse 15 (Standort)            | Wohnhaus                                                       | Zweigeschossiger Satteldachbau mit Sandsteingliederung, 1826, stark verändert | D-4-76-183-70 Wikidata           | BW             |
| Mohrengasse 16 (Standort)            | Kleinhaus                                                      | Erdgeschossiger Krüppelwalmdachbau mit Sandsteingliederung, verputzt, 1835 | D-4-76-183-71 Wikidata           | BW             |
| Stadtsteinacher Straße 29 (Standort) | Wohnhaus                                                       | Zweigeschossiger Satteldachbau mit Sandsteinrahmungen, verputzt, 1836 | D-4-76-183-69 Wikidata           | weitere Bilder |
| Vogtsplatz 1 (Standort)              | Nebengebäude                                                   | Zweigeschossiger Walmdachbau mit Sandsteingliederungen, verputzt, 1834 | D-4-76-183-64 Wikidata           | Nebengebäude   |
| Vogtsplatz 2 (Standort)              | Ehemalige Forstdienststelle, ehemaliges Markgräfliches Vogtamt | Erdgeschossiger Walmdachbau mit Zwerchhaus, verputzt, im Kern wohl 1683, Erneuerung 1913 | D-4-76-183-67 Wikidata           | weitere Bilder |
| Vogtsplatz 7 (Standort)              | Kleinhaus                                                      | Erdgeschossiger Satteldachbau mit Sandsteingliederung, verputzt, 1831 | D-4-76-183-65 Wikidata           | Kleinhaus      |

### Waldbuch
| Lage                  | Objekt                     | Beschreibung                                                                                                  | Akten-Nr.                        | Bild |
| --------------------- | -------------------------- | --- | -------------------------------- | ---- |
| Waldbuch 1 (Standort) | Kornkasten                 | Erdgeschossiger Fachwerkbau mit Satteldach, spätes 18. Jahrhundert                                            | D-4-76-183-80 Wikidata           | BW   |
| Waldbuch 2 (Standort) | Dreiseithof, Wohnstallhaus | Satteldachbau mit verschiefertem Fachwerkobergeschoss, zweite Hälfte 18. Jahrhundert                          | D-4-76-183-81 Wikidata           | BW   |
| Waldbuch 2 (Standort) | Dreiseithof, Auszugshaus   | Zweigeschossiger Fachwerkbau mit Satteldach, verputzt, frühes 19. Jahrhundert                                 | D-4-76-183-81 zugehörig Wikidata | BW   |
| Waldbuch 7 (Standort) | Ehemaliges Wohnstallhaus   | Erdgeschossiger Massivbau mit Eckquadern und steilem Satteldach, verputzt, wohl zweite Hälfte 16. Jahrhundert | D-4-76-183-83 Wikidata           | BW   |

### Wurbach
| Lage                  | Objekt                   | Beschreibung                                                              | Akten-Nr.               | Bild |
| --------------------- | ------------------------ | ------------------------------------------------------------------------- | ----------------------- | ---- |
| Wurbach 6 (Standort)  | Ehemaliges Wohnstallhaus | Erdgeschossiger Halbwalmdachbau mit Sandsteingliederungen, verputzt, 1827 | D-4-76-183-84 Wikidata  | BW   |
| In Wurbach (Standort) | Backhaus                 | Erdgeschossiger Satteldachbau aus Sandsteinquadern und Bruchsteinen, 1878 | D-4-76-183-124 Wikidata | BW   |

### Zeyern
| Lage                                                               | Objekt                               | Beschreibung | Akten-Nr.                        | Bild                     |
| ------------------------------------------------------------------ | ------------------------------------ | --- | -------------------------------- | ------------------------ |
| Auf dem Kirchbühl (Standort)                                       | Kirchbühlkapelle                     | Quadratischer Sandsteinquaderbau mit schiefergedecktem Zeltdach, 1844 | D-4-76-183-135 Wikidata          | weitere Bilder           |
| Auf dem Kirchbühl, 200 m südwestlich der Kapelle (Standort)        | Bildstock                            | Sandsteinpfeiler, bezeichnet „1761“ Der Sockel dieses Bildstocks ist geschwungen und trägt an der Stirnseite die Inschrift „Friedrich Engelhard 1761“. Der unterteilte Pfeilerschaft ist gefeldert und schließt mit einem Gesims ab. Der Aufsatz schließt mit einem Rundbogen, der mit Blattfries verziert ist. An der Stirnseite ist als Relief die Krönung Mariens dargestellt, die beiden Schmalseiten zeigen ein Kruzifix und eine Pietà.:121 Als Bekrönung dient ein Eisenkreuz. | D-0-00-000-32 Wikidata           | Bildstock                |
| Bei Am Christusgraben 19 (Standort)                                | Wegkapelle                           | Diese verputzte, neugotische Wegkapelle mit profiliertem Sandsteinportal und verschiefertem Dach wurde nach dem Bau einer neuen Rodachbrücke im Jahr 1830 als Schutzbau für eine hölzerne Nepomuk-Figur des 18. Jahrhunderts errichtet. Die annähernd lebensgroße Figur stand ursprünglich als Freiplastik auf der Brücke und wurde im Zuge des Neubaus an den Berghang versetzt.:206–207 1980 erfolgte eine aufwändige Sanierung der Kapelle. | D-4-76-183-93 Wikidata           | Wegkapelle               |
| Bahnhofstraße 5 (Standort)                                         | Wohnstallhaus                        | Giebelständiger Frackdachbau mit verschieferter Giebelseite, 18. Jahrhundert | D-4-76-183-85 Wikidata           | Wohnstallhaus            |
| Bahnhofstraße 7 (Standort)                                         | Wohnstallhaus                        | Erdgeschossiger, giebelständiger Satteldachbau mit Fachwerkgiebel, erste Hälfte 19. Jahrhundert | D-4-76-183-86 Wikidata           | weitere Bilder           |
| Eichbergstraße 1 (Standort)                                        | Wohnhaus                             | Zweigeschossiger Satteldachbau mit Eckquaderung und Fensterrahmen, Anbau und Giebel verschiefert, um 1850 | D-4-76-183-87 Wikidata           | weitere Bilder           |
| Eichbergstraße 12 (Standort)                                       | Wohnhaus                             | Satteldachbau mit Sandsteinerdgeschoss und verschiefertem Obergeschoss, erste Hälfte 19. Jahrhundert Brunnen, 1829 | D-4-76-183-88 Wikidata           | BW                       |
| Kronacher Straße 7 (Standort)                                      | Gasthaus zum Goldenen Löwen          | Traufseitbau mit einseitig abgewalmtem Dach, Erdgeschoss Sandstein, Obergeschoss verschiefert, 18./19. Jahrhundert | D-4-76-183-94 Wikidata           | weitere Bilder           |
| Bei Kronacher Straße 15 (Standort)                                 | Wegkapelle                           | Der Überlieferung nach handelt es sich bei diesem Bauwerk um eine Pestkapelle, der genaue Stiftungsgrund ist jedoch nicht bekannt. Das in der zweiten Hälfte des 19. Jahrhunderts entstandene neugotische Backsteingebäude besitzt ein geschiefertes Satteldach mit dreiseitigem Abschluss, das an der Westseite von einem lateinischen Sandsteinkreuz bekrönt wird. Die Ausstattung umfasst unter anderem einen Altar, auf dem Figuren von Johannes und Maria vor dem Kruzifix stehen.:202–203 | D-4-76-183-96 Wikidata           | Wegkapelle               |
| Kronacher Straße 19 (Standort)                                     | Wohnstallhaus                        | Erdgeschossiger Blockbau mit Stirnlaube und Fachwerkgiebel, westliche Giebelseite verschiefert, Satteldach, 18. Jahrhundert | D-4-76-183-97 Wikidata           | weitere Bilder           |
| Kronacher Straße 23 (Standort)                                     | Wohnstallhaus                        | Satteldachbau, Obergeschoss und Giebel verschiefert, 1806 | D-4-76-183-98 Wikidata           | Wohnstallhaus            |
| Kronacher Straße 28 (Standort)                                     | Kreuzschlepper                       | Sandstein, auf beidseitig geschwungenem Sockel Dieser Kreuzschlepper ruht auf einem gebauchten Sockel mit drei glatten Seiten. Die Ostseite zeigt als Relief in einer geschwungen angelegten Bildnische die auf einem Herzen stehende Schmerzhafte Muttergottes. In das Herz sind die Jahreszahlen „1715“ und „1895“ eingemeißelt, die Kopfleiste des Sockels trägt den Namen des Stifters: „Johann Zeus“. An der Nordseite befindet sich die Inschrift „M. Burger Friesen“, ein Verweis auf den Bildhauer Matthäus Burger aus Friesen. Als Verbindung zwischen Sockel und Figur dient ein leicht über alle Seiten ausladendes, dreifach gestuftes Zwischenstück. An der Plinthe des Flurdenkmales befindet sich die Inschrift „Weinet nicht um mich, sondern vielmehr über euch selbst. Luk…“. Der unter dem Kreuz gestürzte Christus umfasst mit der rechten Hand den Kreuzbalken, seine linke Hand ruht an der Brust, auf dem Haupt trägt er eine Dornenkrone.:125–126 | D-4-76-183-99 Wikidata           | Kreuzschlepper           |
| Kronacher Straße 38 (Standort)                                     | Gasthaus                             | Mansardhalbwalmdachbau, Obergeschoss und Giebel verschiefert, spätes 18. Jahrhundert | D-4-76-183-100 Wikidata          | Gasthaus                 |
| Bei Kronacher Straße 38 (Standort)                                 | Aufsatz eines Bildstocks             | Sandstein, mit Rundbogenabschluss, spätes 18. Jahrhundert Dieser mit einem eingezogenen Rundbogen schließende Bildstockaufsatz aus der zweiten Hälfte des 18. Jahrhunderts wurde auf einem Zaunpfeiler befestigt. Das Relief an der Stirnseite zeigt die fünf Wunden Christi.:116 | D-4-76-183-101 Wikidata          | Aufsatz eines Bildstocks |
| Mühlgasse 16 (Standort)                                            | Kraus-Mühle                          | Zweigeschossiger Satteldachbau mit Sandsteingliederung und verschiefertem Giebel, im Kern 18. Jahrhundert, im 19. Jahrhundert ausgebaut | D-4-76-183-102 Wikidata          | Kraus-Mühle              |
| St.-Leonhard-Straße 6 (Standort)                                   | Einfriedung                          | Mit Sandsteinpfosten, die mittleren mit Sandsteinfiguren (Immaculata und heiliger Josef), 18. Jahrhundert | D-4-76-183-103 Wikidata          | Einfriedung              |
| St.-Leonhard-Straße 9 (Standort)                                   | Bauernhaus, Rückgebäude              | Erdgeschossiger Blockbau mit Fachwerkgiebel und Satteldach, 17./18. Jahrhundert | D-4-76-183-104 Wikidata          | BW                       |
| St.-Leonhard-Straße 14 (Standort)                                  | Bauernhaus                           | Zweigeschossiger Krüppelwalmdachbau mit Sandsteingliederung, verputzt, Giebel verschiefert, 19. Jahrhundert | D-4-76-183-106 Wikidata          | Bauernhaus               |
| Bei St.-Leonhard-Straße 27 (Standort)                              | Bildstock                            | Sandstein, nach oben verjüngter Pfeiler und vierseitiger Aufsatz mit Bildnischen, Bogengiebeln und bekrönendem Metallkreuz, um 1740 Anlass für die Errichtung dieses Bildstocks war ein Fuhrunglück, das sich am Standort des Flurdenkmals ereignet haben soll. Der quadratische Sockel weist hervortretende Felder auf und ist gesimst. Der Pfeilerschaft darauf ist unterteilt; der untere, kleinere Teil zeigt an der Stirnseite ein Feld mit einer Rosette, die drei anderen Seiten sind kanneliert. Das größere Oberteil ist an den vier Seiten gefeldert und endet mit einem gesimsten Abschluss. Der Aufsatz zeigt unter eingezogenen Rundbogen an der Stirnseite als Relief eine Kreuzigungsgruppe und darunter die Jahreszahl „1740“. An der Rückseite sind unter einer Muschellünette der Heilige Antonius von Padua und eine nicht bestimmbare Figur zu sehen. Die beiden Schmalseiten zeigen ebenfalls unter Muschelwerk reliefierte lateinische Kreuze. Als Bekrönung des Bildstocks dient ein schmiedeeisernes Kreuz.:116 | D-4-76-183-116 Wikidata          | Bildstock                |
| St.-Leonhard-Straße 41 (Standort)                                  | Ehemaliges Forsthaus                 | Zweigeschossiger Sandsteinquaderbau mit Satteldach, bezeichnet „1860“ Zwei Nebengebäude, Sandstein und Fachwerk, Satteldach | D-4-76-183-108 Wikidata          | weitere Bilder           |
| Bei St.-Leonhard-Straße 41 (Standort)                              | Bildstockaufsatz                     | Sandstein, Bildnische mit Pietà, Rundbogenabschluss, erste Hälfte 18. Jahrhundert Dieser Bildstockaufsatz schließt mit einem eingezogenen Rundbogen. Die Bildnische an der Stirnseite zeigt als Relief eine von Akanthusblättern gerahmte Pietà.:117 Als Untersatz dient der diamantierte Sockel eines abgegangenen Bildstocks.:127 | D-4-76-183-117 Wikidata          | Bildstockaufsatz         |
| St.-Sebastian-Straße 1 (Standort)                                  | Katholische Pfarrkirche St. Leonhard | Langhaus mit Satteldach 1721 von Johann Andreas Tribl, eingezogener, mit Streben besetzter Chor mit Fünfachtelschluss im Kern 15. Jahrhundert, dreigeschossiger Turm 1747/48 von Johann Jakob Michael Küchel; mit Ausstattung Kirchhofmauer, im Osten spätmittelalterlich, im Süden 1754 | D-4-76-183-90 Wikidata           | weitere Bilder           |
| St.-Sebastian-Straße 1; an der Kirche (Standort)                   | Bildstock                            | Sandstein, gedrehte Säule und vierseitiger Aufsatz mit Bildnischen, Bogengiebeln und Kugel, 1706 Der gebauchte, glatte Sockel dieses Bildstocks trägt einen gewundenen Säulenschaft, dessen unteres Drittel kanneliert ist. Das ionische Kapitell mit seinen ausgeprägten Voluten trägt den vierseitigen Aufsatz, der von eingezogenen Rund- und Segmentbogen geschlossen wird. Zwischen den mit Akanthusranken verzierten Eckvorlagen ist an der Südwestseite die Jahreszahl „1706“ eingemeißelt. Das Relief an der Südwestseite zeigt eine Kreuzigungsgruppe, an der Südostseite ist ein Gnadenstuhl dargestellt, die Nordostseite zeigt die stehende Muttergottes mit dem Jesuskind und die Nordwestseite Johannes den Täufer. Im Rundbogen über der Darstellung des Heiligen befinden sich die Reste einer Inschrift: „… Kraus und …“.:115–116 Als Bekrönung trägt der Aufsatz eine Steinkugel. | D-4-76-183-90 zugehörig Wikidata | Bildstock                |
| Bei St.-Sebastian-Straße 5 (Standort)                              | Schmerzensmann                       | Sandstein, hoher, ausladender Altarsockel bezeichnet „1718“ Der Sockel dieses Flurdenkmals trägt an der nach Süden weisenden Stirnseite die Inschrift „ECCE HOMO 1718“, die beiden Seiten zeigen reliefierte Kleeblattkreuze. Auf einer dreifach nach außen gestuften Plattform steht aufrecht die Figur des gegeißelten Jesus. Um seine Hüfte ist ein gewundenes Lendentuch mit starkem Faltenwurf geschlungen, auf dem Haupt trägt er eine Dornenkrone. Die beiden Arme sind vor der Brust gekreuzt, die von Wundmalen gezeichneten Hände halten die Leidenswerkzeuge. Am Boden neben dem rechten Fuß der Figur steht der Kelch des Leidens.:126 | D-4-76-183-91 Wikidata           | weitere Bilder           |
| St.-Sebastian-Straße 18 (Standort)                                 | Wohnhaus                             | Satteldachbau mit Fachwerkobergeschoss, im Kern 17. Jahrhundert, verändert Zwei Hausfiguren, 18. Jahrhundert | D-4-76-183-89 Wikidata           | BW                       |
| St.-Sebastian-Straße 21 (Standort)                                 | Hofanlage                            | Wohnstallhaus, zweigeschossiger Walmdachbau mit Schieferverkleidung, Erdgeschoss Holzblockbau, Obergeschoss Fachwerk, 1818, Stallteil später versteinert Stadel, verbretterter Fachwerkbau mit Mansardhalbwalmdach und Toreinfahrt, 1833 Schmiede, eingeschossiger, verputzter Massivbau mit Satteldach, um 1920, Dachwerk erneuert Backhaus, Backsteinbau, um 1915 Bildstock, Sandsteinpfeiler, 18. Jahrhundert | D-4-76-183-109 Wikidata          | BW                       |
| St.-Sebastian-Straße (Standort)                                    | Stadel                               | Verbretterter Fachwerkbau mit Satteldach, 1774/75 (dendrochronologisch datiert) | D-4-76-183-133 Wikidata          | BW                       |
| An der Straße nach Unterrodach, 100 m südlich des Ortes (Standort) | Wegkapelle                           | Sandsteinquaderbau mit verschiefertem Zeltdach, 1762; mit Ausstattung Dieser Sandsteinquaderbau mit quadratischem Grundriss wurde im Jahr 1762 errichtet; die Jahreszahl ist in den Scheitelstein über dem vergitterten Eingangstor eingemeißelt. An den Seiten befinden sich querovale Fensteröffnungen. Das geschweift konstruierte Zeltdach der Kapelle besitzt gebrochene Kanten und ist mit Schiefer gedeckt; als Bekrönung trägt es ein von Strahlen umgebenes Doppelbalkenkreuz, das in seiner Form dem Turmkreuz der Pfarrkirche St. Leonhard gleicht. Zur Ausstattung gehört eine im 18. Jahrhundert entstandene Kreuzigungsgruppe aus Sandstein mit annähernd lebensgroßen, gefassten Figuren.:200–201 | D-4-76-183-110 Wikidata          | Wegkapelle               |
| Nähe Mühlgasse (Standort)                                          | Wegkapelle                           | Bruchsteinmauerwerk, Vorhalle auf zwei Säulen, Satteldach rückwärtig mit Halbwalm, Dachreiter, 18. Jahrhundert; mit Ausstattung Diese Kapelle aus Bruchsteinen wurde um 1930 als Ersatz für einen hölzernen Vorgängerbau errichtet. Das weit vorgezogene Satteldach des Bauwerks wird von zwei balusterförmigen Säulen getragen. Der angeschieferte Dachreiter ist mit einer vergoldeten Kugel und einem Doppelbalkenkreuz bekrönt. Ein grobmaschiges Eisengitter versperrt schützend das stichbogige Eingangsportal. Im Innenraum der Kapelle befindet sich eine aus dem Vorgängerbau stammende Muttergottesfigur. Die im 18. Jahrhundert entstandene, fast lebensgroße Bildhauerarbeit ruht auf einem konkaven Sandsteinsockel, dessen Kanten von reliefierten Akanthusblättern verdeckt sind. Der rechte Fuß der stehenden Figur ist auf den Halbmond gestellt, auf dem linken Arm trägt sie das Jesuskind, die rechte Hand hält ein Zepter. Das Haupt der Muttergottes ziert eine dreigeteilte Krone.:204–205 | D-4-76-183-111 Wikidata          | Wegkapelle               |
| 1 km westlich des Ortes, auf dem Kindles (Standort)                | Wegkapelle                           | Sandsteinquaderbau mit schiefergedecktem Zeltdach, bezeichnet „1891“ Der Überlieferung nach hatte sich der Stifter dieser Wegkapelle nachts bei dichtem Nebel auf der Zeyerner Höhe verirrt und fürchtete über den Prallhang der Zeyerner Wand zu stürzen. Schließlich soll er beim vorsichtigen Umhertasten das Feldkreuz auf dem Knock gefunden haben und so vor dem Sturz in den Tod bewahrt worden sein. Aus Dankbarkeit ließ er anstelle des Kreuzes eine Kapelle errichten. Der quadratische Sandsteinquaderbau besitzt ein schiefergedecktes, geschweiftes Zeltdach, auf dessen höchstem Punkt ein Kreuz ruht. Die bescheidene Ausstattung der Kapelle umfasst einen niedrigen Sandsteinaltar, auf dem eine Keramikstatue der Muttergottes steht. Über dem Altar hängt ein großes Kruzifix aus Gusseisen.:196–197 | D-4-76-183-112 Wikidata          | weitere Bilder           |
| 800 m westlich des Ortes auf dem Kindles (Standort)                | Holzkreuz                            | Wohl 18. Jahrhundert | D-4-76-183-120 Wikidata          | Holzkreuz                |
| Am Weg nach Eichenleithen, 250 m vor dem Ort (Standort)            | Bildstock                            | Sandstein, Pfeiler und vierseitiger Aufsatz mit Relief Pietà und Bogenabschluss, 18. Jahrhundert Der quadratische Pfeilerschaft dieses Bildstocks ist zweifach unterteilt und schließt mit einem einfachen, leicht ausladenden Kapitell. Das Relief an der Stirnseite des Aufsatzes zeigt unter einem eingezogenen, gesimsten Rundbogen eine Pietà. An den beiden Schmalseiten sind zwischen verzierten Eckvorlagen der Evangelist Johannes und die fünf Wunden Christi dargestellt. Die Rückseite des Aufsatzes ist leer.:118 | D-4-76-183-113 Wikidata          | Bildstock                |
| An der Straße nach Erlabrück, 100 m östlich des Ortes (Standort)   | Bildstock                            | Sandstein, Säule und vierseitiger Aufsatz mit Bildnischen, Bogengiebeln und bekrönendem, zweifachem Eisenkreuz, 18. Jahrhundert Dieser Bildstock ruht auf einem vierseitig diamantierten Sockel, von dem sich eine kurze, glatte Säule mit toskanisierendem Abschluss erhebt. Der Aufsatz wird von eingezogenen Rundbogen geschlossen. Seine von Eckvorlagen getrennten Felder zeigen als Reliefs an der Ostseite eine Kreuzigungsgruppe, an der Südseite die Krönung Mariens, an der Nordseite die Glosberger Muttergottes und an der Westseite den heiligen Leonhard.:118–119 Als Bekrönung dient ein Doppelbalkenkreuz aus Metall. | D-4-76-183-114 Wikidata          | Bildstock                |
| Am sogenannten Flößerweg, 2 km nordöstlich des Ortes (Standort)    | Bildstock                            | Sandstein, gedrehte Säule und vierseitiger Aufsatz mit Bildnischen und Bogengiebeln, 1707 Der Sockel dieses Flurdenkmals ist konkav-konvex geformt und trägt an seiner Ostseite die Inschrift „H. (E) 1707“. Von einer quadratischen Basis erhebt sich ein gewundener Säulenschaft, dessen obere zwei Drittel mit Weinranken und Trauben verziert sind. Die Reliefs an den vier Seiten des von eingezogenen Rundbogen geschlossenen Aufsatzes zeigen gegen Osten die Krönung Mariens, gegen Süden Christus am Ölberg, gegen Westen ein Kleeblattkreuz und gegen Norden die Mater Dolorosa.:120 Das Flurdenkmal weist große Ähnlichkeit zum Bildstock neben dem Treppenaufgang der Kirche in Zeyern auf, sodass beide vermutlich aus derselben Werkstatt stammen dürften. Der Anlass für die Errichtung ist nicht überliefert, die aufwändige Gestaltung deutet jedoch darauf hin, dass der Stifter eine wohlhabende Person war. Im Jahr 2016 wurde der Bildstock restauriert und anschließend südlich seines ursprünglichen Standorts am sogenannten Flößerweg zwischen Neuschneidmühle und Buchenmühle neu aufgestellt. | D-4-76-183-115 Wikidata          | Bildstock                |
| 50 m östlich der Zigeunerschneidmühle (Standort)                   | Bildstock                            | Sandstein, Pfeiler und vierseitiger Aufsatz mit Bildnischen und Bogenabschluss, bezeichnet „1732“ Dieser Bildstock ist aus Fragmenten anderer Flurdenkmäler zusammengesetzt. Der Sockel weist Reliefs auf und dürfte zusammen mit dem unteren Teil des Säulenschaftes um 1700 entstanden sein. Die obere Hälfte des Schaftes besteht aus einem Pfeiler mit rankenverzierter Stirnseite und gefelderten Seiten. Der Aufsatz zeigt unter einem eingezogenen Rundbogen ein Relief der Heiligen Familie und darunter die Inschrift „H K R D K 17 . (Hauszeichen) . 32“. Die beiden Schmalseiten zeigen den heiligen Antonius von Padua und den heiligen Leonhard, die Rückseite ist leer.:119–120 Der einsturzgefährdete Bildstock sollte 1975 renoviert werden. Bevor die Arbeiten beginnen konnten, wurde das Flurdenkmal jedoch von Unbekannten abgebaut und entwendet. Der Kreisheimatpfleger und die Gemeindeverwaltung zeigten den Diebstahl an und suchten mit einem Zeitungsartikel nach dem gestohlenen Denkmal. Dieses wurde von den Unbekannten bereits einen Tag später wieder an seinen ursprünglichen Standort zurückgebracht, sodass die Restaurierung durchgeführt und der Bildstock neu aufgestellt werden konnte. | D-4-76-183-118 Wikidata          | Bildstock                |
| 300 m südlich der Zigeunerschneidmühle (Standort)                  | Bildstock                            | Sandsteinpfeiler, bezeichnet „1884“ Dieser Bildstock stammt aus der Werkstatt des Friesener Bildhauers Matthäus Burger. Er wurde wohl als Ersatz für einen abgegangenen Bildstock aus dem 17. oder 18. Jahrhundert errichtet und soll an ein Ehepaar erinnern, das bei der Feldarbeit in Streit geriet, was dazu führte, dass der Mann seine Frau im Zorn tötete. Das Flurdenkmal besitzt einen quadratischen Sockel, der mit einem Gesims endet und an der Ostseite die Inschrift „Johann Di… Oekonom von Zeyern 1884“ trägt. An der rechten Ecke befindet sich der Name des Bildhauers: „Burger“. Der Pfeilerschaft wird von Gesims in drei Teile gegliedert. Die Ostseite des unteren Teils ist mit einer reliefierten Rosette verziert, das größere Mittelstück zeigt zwei gekreuzte Palmfächer. Der Aufsatz wird von einem eingezogenen Rundbogen geschlossen. Das Relief an seiner nach Osten weisenden Stirnseite zeigt die Krönung Mariens. An der Südseite ist Johannes der Täufer dargestellt, die Westseite trägt ein Kruzifix und die Nordseite zeigt die stehende Muttergottes.:120–121 | D-4-76-183-119 Wikidata          | Bildstock                |

## Ehemalige Baudenkmäler
In diesem Abschnitt sind Objekte aufgeführt, die früher einmal in der Denkmalliste eingetragen waren, jetzt aber nicht mehr. Objekte, die in anderem Zusammenhang – also z. B. als Teil eines Baudenkmals – weiter eingetragen sind, sollen hier nicht aufgeführt werden. Aktennummern in diesem Abschnitt sind ehemalige, jetzt nicht mehr gültige Aktennummern.
| Lage                                                           | Objekt                                          | Beschreibung | Akten-Nr.              | Bild |
| -------------------------------------------------------------- | ----------------------------------------------- | --- | ---------------------- | ---- |
| Großvichtach Großvichtach 17 (Standort)                        | Türsturz                                        | Sandstein, bezeichnet „1824“ | D-4-76-183-50 Wikidata | BW   |
| Mittelberg Mittelberg, Haus Nr. 1 ()                           | Scheitelstein                                   | Bezeichnet „1816“ |                        |      |
| Oberrodach Am Gäßlein 2 (Standort)                             | Satteldachbau                                   | Ehemals eingeschossig, bezeichnet „1813“ |                        | BW   |
| Oberrodach Von-Waldenfels-Straße 3, am Austragshaus (Standort) | Tür                                             | Bezeichnet „1814“ | D-4-76-183-58 Wikidata | BW   |
| Oberrodach Von-Waldenfels-Straße 32 (Standort)                 | Türsturz                                        | Sandstein, bezeichnet „1792“ | D-4-76-183-61 Wikidata | BW   |
| Seibelsdorf An der Markgrafenkirche 11 (Standort)              | Wohnhaus                                        | Zweigeschossiger Satteldachbau über Hakengrundriss, unter Verputz wohl Fachwerk, 18. Jahrhundert | D-4-76-183-74 Wikidata | BW   |
| Seibelsdorf Haus Nr. 5 ()                                      | Ehemaliges Eigengut der Seibelsdorfer Amtsvögte | 1586, Fachwerkobergeschoss 18. Jahrhundert; durch Umbauten verändert |                        |      |
| Seibelsdorf Haus Nr. 47 ()                                     | Wohnstallbau                                    | Sandsteingliederungen, 1830, im Kern 18. Jahrhundert |                        |      |
| Seibelsdorf Stadtsteinacher Straße 27 (Standort)               | Ehemalige Schmiede                              | Gegliederter Satteldachbau, Erdgeschoss von 1850, Obergeschoss um 1900 | D-4-76-183-68 Wikidata | BW   |
| Unterrodach Breitenweg 5 (Standort)                            | Türstein                                        | Bezeichnet 1835 | D-4-76-183-42 Wikidata | BW   |
| Unterrodach Flößerweg 11 (Standort)                            | Putzbau                                         | Mit Giebelverschieferung, 18./19. Jahrhundert |                        | BW   |
| Unterrodach Friedhofstraße 7 (Standort)                        | Satteldachbau                                   | Ehemaliger Bierkeller mit Ausschank, erste Hälfte 19. Jahrhundert |                        | BW   |
| Unterrodach Hauptstraße 12 (Standort)                          | Haustür                                         | Holz, zweiflügeliges Türblatt, klassizistisch | D-4-76-183-27 Wikidata | BW   |
| Unterrodach Hauptstraße 29 (Standort)                          | Gasthaus zu den Linden                          | Putzbau, Dach ganz und halb abgewalmt, bezeichnet „1812“ |                        | BW   |
| Wurbach Wurbach 7 (Standort)                                   | Walmdachbau                                     | Sandsteingliederungen, 1828 |                        | BW   |
| Zeyern Frankenwaldstraße 3 (Standort)                          | Frackdachhaus                                   | Verschiefertes Obergeschoss, 18./19. Jahrhundert |                        | BW   |
| Zeyern Bei Kronacher Straße 9 (Standort)                       | Bildstockaufsatz                                | Sandstein, um 1700 Dieser Bildstockaufsatz schließt mit einem mit Fries geschmückten Rundbogen. Die Reliefs an den beiden Hauptseiten zeigen die Krönung Mariens und eine Darstellung Madonna mit Jesuskind. An der einen Schmalseite ist der Evangelist Johannes dargestellt, darunter die Inschrift „S. JOHANNES“, die andere Seite zeigt die Heilige Rosina und die Inschrift „S. ROSINA“. Der Aufsatz ruht auf einem aus Grabsteinen angefertigten Sockel.:117–118 | D-4-76-183-95 Wikidata | BW   |
| Zeyern Kronacher Straße 25 (Standort)                          | Wohnstallbau                                    | Verschieferter Blockbau, 17./18. Jahrhundert |                        | BW   |

## Abgegangene Baudenkmäler
In diesem Abschnitt sind Objekte aufgeführt, die früher einmal in der Denkmalliste eingetragen waren, jetzt aber nicht mehr existieren, z. B. weil sie abgebrochen wurden. Aktennummern in diesem Abschnitt sind ehemalige, jetzt nicht mehr gültige Aktennummern.
| Lage                                     | Objekt                   | Beschreibung | Akten-Nr.               | Bild                     |
| ---------------------------------------- | ------------------------ | --- | ----------------------- | ------------------------ |
| Erlabrück (Standort)                     | Bahnhof                  | Ehemaliges Stationsgebäude Wallenfels der Bahnstrecke Kronach–Nordhalben (Rodachtalbahn), Granitbruchstein mit Hausteingliederung, nach Planung von 1901 Das Gebäude wurde am 9. September 1994 abgebrochen |                         | BW                       |
| Waldbuch Waldbuch 6 (Standort)           | Kleinhaus                | Mit Kellerstall und Satteldach, wohl erste Hälfte 18. Jahrhundert |                         | BW                       |
| Zeyern St.-Leonhard-Straße 12 (Standort) | Ehemaliges Wohnstallhaus | Giebelständiger Satteldachbau mit Fachwerkobergeschoss, verputzt, im Kern 18. Jahrhundert, Ausbau 1826 Das Gebäude wurde im Jahr 2017 abgebrochen.                                                          | D-4-76-183-105 Wikidata | Ehemaliges Wohnstallhaus |
| Zeyern St.-Leonhard-Straße 18 (Standort) | Wohnhaus                 | Zweigeschossiger, traufständiger Satteldachbau, verputzt, 1833 Das Gebäude wurde im Dezember 2021 abgebrochen, ist jedoch in der Denkmalliste mit Stand vom 24. Oktober 2024 noch aufgeführt.               | D-4-76-183-107 Wikidata | Wohnhaus                 |